# 諏訪貴子
諏訪 貴子（すわ たかこ、1971年5月10日 - ）は、日本の実業家。ダイヤ精機代表取締役社長、日本郵政社外取締役、日本テレビホールディングス取締役。戸籍名は有石 貴子（旧姓:諏訪）。

## 来歴
東京都大田区出身。東京都立三田高等学校を経て、1995年に成蹊大学工学部工業化学科を卒業後、ユニシアジェックスに入社、同社では女性初のエンジニアとして工機部に配属。1997年結婚を機に退職。翌1998年、先代社長の父保雄の要請でダイヤ精機に入社。総務担当時に社長である父・保雄と経営の考えの相違で、入退社を2回程繰返す。2004年、父の死を機に32歳で社長に就任。社内改革を断行し、業績のV字回復に成功する。2012年12月6日、日経ウーマン主催のウーマン・オブ・ザ・イヤー2013 大賞（リーダー部門）を受賞。
社外での活動としては、2011年から経済産業省・産業構造審議会の委員を務める。2018年日本郵便取締役。2013年、安倍内閣下で17人のメンバー中10人を女性とした内閣府「国・行政のあり方に関する懇談会」の委員を務めた。2021年には、岸田内閣下で15人のメンバー中7人を女性とした内閣官房「新しい資本主義実現本部」の有識者となった。ほか、事業承継や中小企業経営に関する講演多数。2024年6月27日、日本テレビホールディングス取締役。

## エピソード・発言
- 女性経営者として選択的夫婦別姓制度の実現を希望している。貴子自身は社長就任当初は戸籍名で活動し、父の七回忌を機に旧姓に戻したが[3]旧姓での活動は契約など様々な障害になっている、と語っている[13]。
- きょうだいは姉と兄がいるが、兄は貴子が生まれる前に夭逝している。貴子は父から「兄の生まれ変わり」と言われ続け、貴子自身もそれを意識して進路を決めたという[14]。「貴子」という名も、「お兄ちゃんの命を引き継いだ貴い子供」という意味とされる[15]。もっとも父から会社を継ぐように言われたことは一度もなく、1998年に男児を出産した際には父から「孫にダイヤ精機を継がせたい」と言われたという[16]。ただ周囲からみれば貴子が2代目として期待されていたことは明白で、父も会社の幹部や弁護士、取引先などには、事あるごとに「あの子ならダイヤ精機の2代目が務まると思う。社長に就任したら、全力で支えてやってほしい」と伝えていた[17]。貴子自身は息子に対しダイヤ精機を継ぐかどうかは本人の選択に任せるとしている[18]。
- 夫はユニシアジェックス時代の同僚[19]。結婚後、夫のアメリカ転勤に伴い貴子も同行するつもりだったが、そのタイミングで父の死と事業承継が重なり、貴子はアメリカ行きを断念し夫は単身赴任することになった。貴子が旧姓での活動を始めた際には離婚したのではないかと噂になった[20]。息子の成人を機に、貴子は夫との「卒婚」を宣言している[16]。
- 新入社員とは、入社後、座学での研修を終えて機械を使い始めてから1か月間「交換日記」をしている[21][22]。使うのは普通の大学ノートで、書き方のスタイル、フォーマット等は全て新入社員に任せる。一冊一冊のノートをチェックし、コメントを返していくうちに、新入社員の性格や気質が浮かび上がってくるので、適材適所を実現しやすくなる、とのことである。
- 2009年7月、首相の麻生太郎が大田区を訪ね、中小企業経営者との意見交換会を開き、貴子も出席した。しかし意見交換会は厳粛なムードで進み、会の間貴子は口を開くことはできなかった。麻生が退室しようとすると、貴子はここで発言しないと後悔するとの思いから、懸案事項であった雇用調整助成金の要件変更を直訴した[23]。この一件で霞ヶ関では貴子のことを「首相にも臆さずものを言う女性」として評判になり、貴子の要求した雇用調整助成金の要件変更は直後の政権交代を挟んでも引き継がれ、実現することになった。2011年9月には首相の野田佳彦がダイヤ精機を視察に訪れ[24][25]、この際には「産業の空洞化」「零細企業対策」について対策を講じるよう直訴している。
- 趣味はバレエ。社長就任後に心身のリフレッシュのために始めたもので、「仕事のことが頭からすっぱり消える」「頭を空っぽにできる時間がとても重要で、バレエを終えた後にはリセットできた感覚になる」という。著書でも「夢中になれるものを持ってこそ、新鮮な気持ちで仕事に向き合えるのだと思う。」として趣味を持つことの大切さを説く[26]。リーマン・ショックで赤字が続いた際には、倉庫だった工場の2階を整理してバレエのレンタルスタジオに改装した[27][28]。

## 出演番組

### 過去

#### レギュラー

##### テレビ
- 虎ノ門ニュース 8時入り!（DHCシアター） 2015年4月1日 - 2015年9月30日 2016年1月8日

### ゲスト

#### テレビ
- BSニュース 日経プラス10（BSジャパン）
- 日曜討論（NHK総合）
- 夢の扉 ～NEXT DOOR～（TBSテレビ）

#### ラジオ
- くにまるジャパン（文化放送）

## 著書
- 町工場の娘 主婦から社長になった2代目の10年戦争（2014年11月18日、日経BP社、ISBN 978-4-8222-5056-0）
- ザ・町工場 「女将」がつくる最強の職人集団 （2016年3月18日、日経BP社、ISBN 978-4-8222-5144-4）

## 関連リンク
- ダイヤ精機社長のブログ
- 諏訪貴子 (takako.suwa.31) - Facebook